# Cherryland
Cherryland ist ein census-designated place (CDP) im Alameda County im US-Bundesstaat Kalifornien mit 15.808 Einwohnern (Stand: 2020). Der Ort befindet sich bei den geographischen Koordinaten 37,68° Nord, 122,10° West. Dessen Gebiet hat eine Größe von 3,0 km².